# استالی‌بریج
latitudeاستالی‌بریجlongitudeاستالی‌بریج
استالی‌بریج (به انگلیسی: Stalybridge) یک منطقهٔ مسکونی در انگلستان است که در شمال غربی انگلستان واقع شده‌است.

## خصوصیات
استالی‌بریج ۲۲٬۵۶۸ نفر جمعیت دارد.